# Myrionema
Myrionema is een geslacht van neteldieren uit de  familie van de Eudendriidae.

## Soorten
- Myrionema amboinense Pictet, 1893
- Myrionema hargitti (Congdon, 1906)